# Strange Little Girl

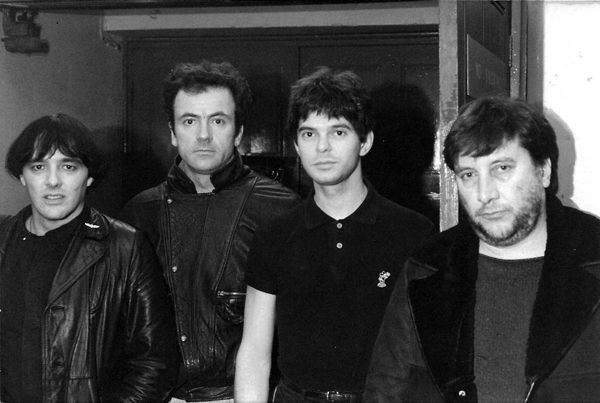
The Stranglers (1985)

Strange Little Girl ist ein Lied von The Stranglers, das 1974 geschrieben wurde, aber 1982 neu aufgenommen und veröffentlicht wurde. 
Es war die letzte Single der Band, als diese noch bei Liberty Records unter Vertrag war. Die Band hatte bereits beschlossen, das Label zu verlassen und zu Epic Records zu wechseln. Diese letzte Single war Teil des Abfindungsvertrags, zusammen mit dem Kompilationsalbum The Collection 1977-1982.

## Hintergrund
Die Band hatte das Lied 1974 geschrieben und es bei EMI eingereicht, Jahre bevor die Band einen Plattenvertrag hatte. EMI hatte die Band auf Grundlage dieses Demos abgelehnt. Strange Little Girl erreichte im August 1982 Platz 7 der britischen Singles-Charts.
Das Musikvideo zeigte die Band und eine Gruppe von Punkerinnen in London und wurde in der Umgebung von Cambridge Circus und Liverpool Street gedreht.
Tori Amos coverte Strange Little Girl 2001 auf ihrem Album Strange Little Girls.